# Bạch quân
Bạch quân, còn được gọi là Bạch vệ (Бѣлая гвардія/Белая гвардия, Belaya gvardiya), người Bạch, hoặc Bạch vệ binh (бѣлогвардейцы/белогвардейцы, belogvardeytsi), là tên chung cho các đội vũ trang của Bạch vệ và các chính phủ chống Liên Xô trong thời Nội chiến Nga. Họ đã chiến đấu chống lại Hồng quân của người Bolshevik.
Khi nó được thành lập, cơ cấu của Quân đội Nga trong thời kỳ chính phủ lâm thời đã được sử dụng, trong khi hầu hết mọi đội hình riêng lẻ đều có những đặc điểm riêng. Nghệ thuật quân sự của Bạch quân dựa trên kinh nghiệm của Chiến tranh thế giới thứ nhất, tuy nhiên, đã để lại dấu ấn mạnh mẽ đối với các chi tiết cụ thể của Nội chiến.